# Solenopsis sabeana
Solenopsis sabeana é uma espécie de formiga do gênero Solenopsis, pertencente à subfamília Myrmicinae.